# Somniosidae
Los somniósidos (Somniosidae) son una familia de elasmobranquios selacimorfos del orden Squaliformes que habitan en todos los océanos, del Ártico a la Antártida.

## Características
Su tamaño varía de 70 cm a 7,3 m de longitud. Las aletas dorsales usualmente carecen de espinas (presentes, pero pequeñas, en unas pocas especies). Poseen crestas laterales en el abdomen entre las aletas pectorales y pélvicas. La mayoría tienen órganos luminosos.

## Historia natural
En aguas frías viven en la plataforma continental, mientras que el aguas templadas y tropicales viven en el talud continental; algunos son oceánicos.

## Taxonomía
La familia incluye cinco géneros y 17 especies:
- género Centroscymnus:
- Centroscymnus coelolepis
- Centroscymnus cryptacanthus
- Centroscymnus owstonii
- Centroselachus crepidater
- género Proscymnodon:
- Proscymnodon macracanthus
- Proscymnodon plunketi
- género Scymnodalatias:
- Scymnodalatias albicauda
- Scymnodalatias garricki
- Scymnodalatias oligodon
- Scymnodalatias sherwoodi
- género Scymnodon:
- Scymnodon obscurus
- Scymnodon ringens
- género Somniosus:
- Somniosus microcephalus
- Somniosus pacificus
- Somniosus rostratus
- género Zameus:
- Zameus ichiharai
- Zameus squamulosus